# Oberstaufen
Oberstaufen est une commune et station touristique montagneuse des Alpes bavaroises, dans le sud de l'Allemagne.

## Particularités
C'est la première ville allemande accessible par Google Street View (2 novembre 2010).
Il s'agit également de la station qui a accueilli la toute première épreuve féminine de première édition de la Coupe du monde de ski alpin en 1967 (un slalom remporté par la Canadienne Nancy Greene le 7 janvier 1967).
Oberstaufen s'est également illustrée récemment en mettant en ligne une application immersive, "Du Bist Oberstaufen".